# 8895 Nha
A 8895 Nha (ideiglenes jelöléssel 1995 QN) a Naprendszer kisbolygóövében található aszteroida. Vatanabe Kazuró fedezte fel 1995. augusztus 21-én.